# Turdoides gymnogenys
El turdoide caricalvo (Turdoides gymnogenys) es una especie de ave paseriforme de la familia Leiothrichidae propia del sudoeste de África.

## Distribución y hábitat
Se encuentra únicamente en Angola y Namibia. Su hábitat natural son los bosques secos tropicales y las zonas de arbustos secos tropicales.

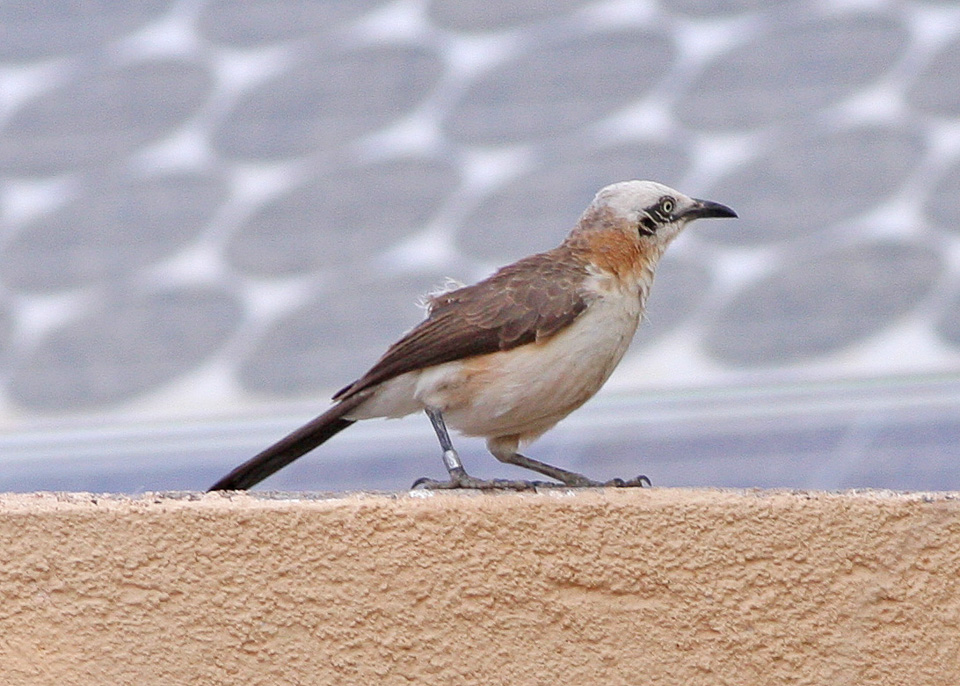
Ejemplar en Hobatere, Namibia.